# 綾野智章
綾野 智章（あやの ともあき、2月3日 - ）は、日本のゲームクリエイター、ゲームプロデューサー。カプコン所属。岡山県出身。

## 経歴
2005年にモーションデザイナーとしてカプコン入社。2008年からプロデューサーとしてストリートファイターシリーズに携わっており、スポークスマンを務めている。
2020年3月には世界初のeスポーツフリー素材を考案し、『ストリートファイターV』の大会の様子の写真をカプコン公認の元、PAKUTASOでリリースした。

## 人物
学生時代からゲームセンターに入り浸るほど対戦ゲームに熱中しており、カプコンは三度目のエントリーで入社した。
ストリートファイターシリーズのキャラクター春麗のコスプレで知られている。宇宙マニアで、特技は寝ること。

## 主な作品
- 2005年3月24日 - ワイルドアームズ ザ フォースデトネイター[注釈 1]
- 2005年 -   モンスターハンターフロンティア
- 2006年1月26日 - 新 鬼武者 DAWN OF DREAMS

### プロデューサーとして携わった作品
- 2010年4月28日 - スーパーストリートファイターIV
- 2011年6月30日 - スーパーストリートファイターIV アーケードエディション
- 2012年3月8日 - ストリートファイター X 鉄拳
- 2013年3月14日 - ヴァンパイア リザレクション
- 2014年8月7日 - ウルトラストリートファイターIV
- 2016年2月16日 - ストリートファイターV
- 2017年5月26日 - ウルトラストリートファイターII ザ・ファイナルチャレンジャーズ
- 2017年9月21日 - マーベル VS. カプコン:インフィニット
- 2018年1月17日 - ストリートファイターV アーケードエディション
- 2018年5月29日 - ストリートファイター30th アニバーサリーコレクションインターナショナル